# Albert Speekaert
Pater Albert Speekaert (Vosselare, 1 februari 1915 - Antwerpen, 24 juni 1982) was een Belgisch priester-dichter.

## Levensloop
Albert Speekaert deed professie bij de redemptoristen in september 1933 in Sint-Truiden, vijf jaar later (in september 1938) werd hij tot priester gewijd in Leuven. Tijdens de Tweede Wereldoorlog nam hij als aalmoezenier deel aan de Leieslag.
Hij studeerde Germaanse filologie aan de Katholieke Universiteit Leuven, waar hij bevriend geraakte met Albert Westerlinck. In 1942 werd hij leraar Nederlands, Duits en Engels in het College van het Eucharistisch Hart in de Belgische gemeente Essen.
Vanaf 1957 kreeg hij de leiding over het Heilig Bloedspel te Brugge.

## Werken
Albert Speekaert verwierf vooral bekendheid door zijn dichtwerk. Tijdens zijn leven publiceerde hij vijf bundels:
- Het eenzaam spoor (1943, tweede editie 1945)
- Elegische vreugden (1945)
- Heemvaart (1948)
- Viator (1957)
- Getijen en diepzee (1963)

Verschillende van zijn teksten werden op muziek gezet door componisten als o.a. Arthur Meulemans en Ivo Mortelmans. Er werden ook gedichten van hem gepubliceerd in Dietsche Warande en Belfort en andere literaire tijdschriften. Daarnaast bleef een deel van zijn poëzie ongepubliceerd: “Van het duister leven” (dat bedoeld was als sluitstuk van “Elegische vreugden”), een episch gedicht onder de titel “Het lied van Orpheus”, en een onvoltooide bundel waar hij voor zijn dood nog aan werkte.
Daarnaast schreef hij ook toneel en één roman. Zijn sociale roman “Het harde brood” werd bekroond in handschrift met de Letterkundige Arbeidersprijs 1945, maar bleef onuitgegeven. Voor zijn toneelstuk "De verworpen hamer" won hij in 1964 de prestigieuze ANV-Visser Neerlandia-prijs.
- Digitale Bibliotheek voor de Nederlandse Letteren: spee004
- Nederlandse Thesaurus van Auteursnamen: 071016570
- Virtual International Authority File: 290095689
- WorldCat: E39PBJbGYbvYKgTR6vgpVq7PwC